# Westbrook, Minnesota
Westbrook là một thành phố thuộc quận Cottonwood, tiểu bang Minnesota, Hoa Kỳ. Năm 2010, dân số của thành phố này là 739 người.

## Dân số
- Dân số năm 2000: 755 người.
- Dân số năm 2010: 739 người.